# José Ramos (calciatore 1918)
José Ramos (Quilmes, 1918 – Lomas de Zamora, 11 maggio 1969) è stato un calciatore e allenatore di calcio argentino, di ruolo centrocampista.

## Caratteristiche tecniche
Centrocampista, giocava  solitamente come mediano sinistro. Nella Máquina, lui a sinistra e Yácono a destra agivano ai lati di Néstor Rossi, centromediano, con il compito di recuperare palloni. Più avanti, compose il quartetto di centrocampo con Bruno Rodolfi, José Manuel Moreno e Adolfo Pedernera.

## Carriera

### Club
El Tuerto (il guercio) Ramos giocò il suo primo campionato nazionale argentino nel 1939, scendendo in campo per 29 volte con la maglia del Lanús; riuscì anche a segnare un gol. Nel 1940 il River Plate del tecnico Renato Cesarini lo acquista, andando a rimpinguare il proprio centrocampo. Con il club divenne ben presto titolare, giocando sia nello schema che prevedeva tre centrocampisti sia in quello che ne richiedeva quattro. Nel 1941 vinse per la prima volta la Primera División, risultato che ripeté per altre quattro volte, arrivando a far parte della Máquina. Una volta esauritosi il ciclo di vittorie di quella formazione, Ramos rimase nei ranghi del River fino al 1952, anno in cui si ritirò, ottenendo il suo quinto e ultimo titolo argentino.

### Nazionale
Con la propria selezione nazionale raccolse 11 presenze tra il 1942 e il 1946. Debuttò l'11 febbraio 1942, scendendo in campo come mediano sinistro nel 2-3-5 di Stábile durante l'incontro del Campeonato Sudamericano tra Argentina e Paraguay. Affiancando dapprima Blotto e Perucca e in seguito Esperón e Videla, Ramos rimase un punto fermo della Nazionale in tale manifestazione, disputando tutti e sei gli incontri da titolare. Nel 1945 prese parte a due tornei, la Copa Roca e la Copa Nicanor R. Newton, assommando 3 presenze nel primo e una nel secondo. L'anno seguente si tenne il Sudamericano in Argentina, e Ramos fu chiamato nuovamente da Stábile, per giocare nel medesimo ruolo dell'edizione precedente. Stavolta, però, disputò solo la prima gara, contro il Paraguay: fu poi rimpiazzato da Pescia.

## Palmarès

### Club
- Campionato argentino: 5

River Plate: 1941, 1942, 1945, 1947, 1952

### Nazionale
- Campeonato Sudamericano de Football: 1

Argentina 1946